# Liste der Monuments historiques in Loc-Eguiner
Die Liste der Monuments historiques in Loc-Eguiner führt die Monuments historiques in der französischen Gemeinde Loc-Eguiner auf.

## Liste der Bauwerke
| Bezeichnung       | Beschreibung | Standort | Kennzeichnung | Schutzstatus | Datum | Bild           |
| ----------------- | ------------ | -------- | ------------- | ------------ | ----- | -------------- |
| Kirche St-Éguiner |              | (Lage)   | PA00090070    | Inscrit      | 1927  | weitere Bilder |

## Liste der Objekte
- Monuments historiques (Objekte) in Loc-Eguiner in der Base Palissy des französischen Kultusministeriums